# États généraux de 1356
États généraux de 1356
- Mars 1356 : suppression de l'impôt sur les transactions des marchandises, vote d'un nouvel impôt sur le revenu, une sorte de capitation. Le 24 mars réunion des états généraux de langue d'oc à Toulouse qui imposent au roi les mêmes conditions de la grande ordonnance votée le 28 décembre 1355 par les états généraux de langue d'oïl.
- Mai 1356 : constat de la mauvaise rentrée des impôts, prévision d'une nouvelle campagne militaire du roi d'Angleterre.
- Novembre 1356 : réunion des états généraux du royaume de France, à Paris, pendant la captivité du roi Jean II. L'assemblée fut convoquée pour voter des subsides et traiter de la délivrance du roi (cette assemblée est célèbre par les troubles qu'excita le prévôt Étienne Marcel).
- Grande ordonnance de 1357